# Sieverstorstraße 43

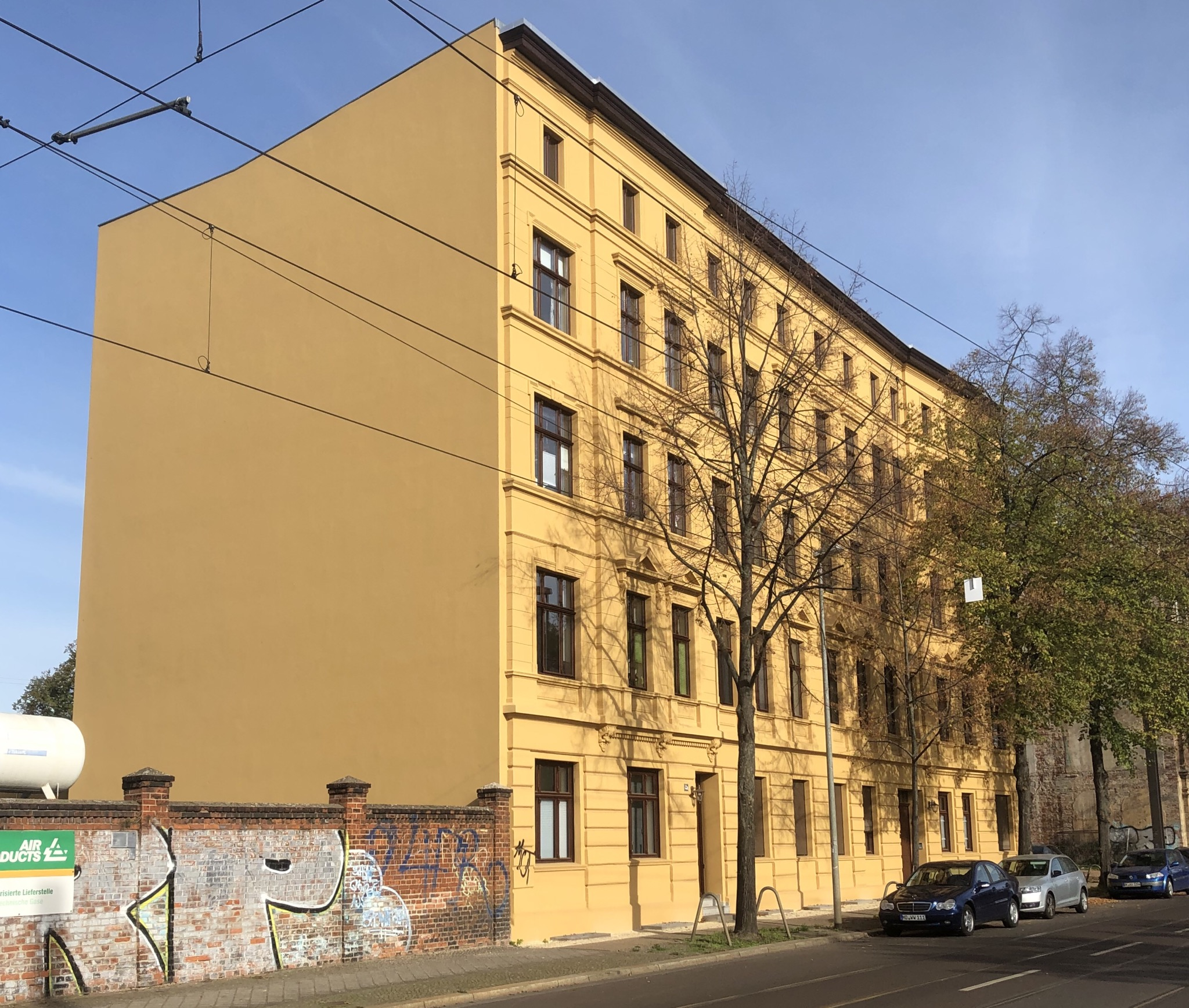
Haus Sieverstorstraße 43 im Jahr 2019

Das Haus Sieverstorstraße 43 ist ein denkmalgeschütztes Wohn- und Geschäftshaus in Magdeburg in Sachsen-Anhalt.

## Lage
Es befindet sich auf der Nordseite der Sieverstorstraße gegenüber dem Gelände der ehemaligen Bördebrauerei im Magdeburger Stadtteil Alte Neustadt. Nordöstlich grenzte bis etwa 2015 das gleichfalls denkmalgeschützte Haus Sieverstorstraße 42 an.

## Architektur und Geschichte
Das viereinhalbgeschossige Gebäude wurde in der Zeit um 1880/1890 errichtet. Die Gestaltung der Fassade weist Anklänge an den Spätklassizismus auf. Der verputzte Bau verfügt über ein Mezzaningeschoss. 
Im örtlichen Denkmalverzeichnis ist das Wohn- und Geschäftshaus unter der Erfassungsnummer 094 81857 als Baudenkmal verzeichnet.
Das Haus gilt als Bestandteil eines erhaltenen gründerzeitlichen Straßenzuges als prägend für das Straßenbild.